# Communauté de communes du Pays Creuse-Thaurion-Gartempe
Die Communauté de communes du Pays Creuse-Thaurion-Gartempe, auch bekannt als Communauté intercommunale d’aménagement du Territoire Creuse-Thaurion-Gartempe (CIATE), ist ein ehemaliger französischer Gemeindeverband mit der Rechtsform einer Communauté de communes im Département Creuse in der Region Nouvelle-Aquitaine. Sie wurde am 30. Dezember 1993 gegründet und umfasste 27 Gemeinden. Der Verwaltungssitz befand sich im Ort Ahun.

## Historische Entwicklung
Mit Wirkung vom 1. Januar 2017 fusionierte der Gemeindeverband mit der Communauté de communes Bourganeuf Royère de Vassivière und bildete so die Nachfolgeorganisation Communauté de communes CIATE, Bourganeuf/Royère-de-Vassivière.

## Ehemalige Mitgliedsgemeinden
1. Ahun
2. Ars
3. Banize
4. Chamberaud
5. La Chapelle-Saint-Martial
6. Chavanat
7. Le Donzeil
8. Fransèches
9. Janaillat
10. Lépinas
11. Maisonnisses
12. Mazeirat
13. Moutier-d’Ahun
14. Peyrabout
15. Pontarion
16. La Pouge
17. Saint-Avit-le-Pauvre
18. Saint-Georges-la-Pouge
19. Saint-Hilaire-la-Plaine
20. Saint-Hilaire-le-Château
21. Saint-Martial-le-Mont
22. Saint-Michel-de-Veisse
23. Saint-Yrieix-les-Bois
24. Sardent
25. Sous-Parsat
26. Thauron
27. Vidaillat